# Águia-solitária
A águia-solitária, bútio-solitário (Urubitinga solitaria) é uma espécie de águia neotropical de grande porte.

## Taxonomia
A águia-solitária pode ser classificada nos gêneros Urubitinga, Buteogallus e Harpyhaliaetus.

### Subespécies
São reconhecidas duas subespécies:
- Urubitinga solitaria solitaria (Tschudi, 1844) - localmente em florestas montanas da Venezuela até o noroeste da Argentina.
- Urubitinga solitaria sheffleri (van Rossem, 1948) - localmente em florestas montanas do sul do México ao Panamá.

## Descrição
O adulto da águia-solitária apresenta uma coloração cinza-escura uniforme, com marcas brancas na cauda. Mede entre 63 e 79 cm e tem uma envergadura de asas entre 152 e 188 cm. Com uma massa corporal de aproximadamente 3 kg, parece rivalizar com a sua espécie-irmã, a águia-cinzenta, como o maior membro vivo da subfamília Buteoninae, apesar de a águia-serrana ser similar e de peso ligeiramente menor. É muito similar em aparência ao gavião-caranguejeiro-negro e o gavião-preto, mas é muito maior e tem asas significativamente mais largas, que se estendem até a ponta da cauda.  As asas excepcionalmente largas são uma das principais características desta espécie. Seu corpo também tem uma aparência bastante atarracada.
O jovem é manchado de marrom, com marcas ao redor dos olhos. Tirando isso, assemelha-se ao adulto.

## Distribuição e habitat
A águia-solitária é nativa do México e das Américas Central e do Sul.  É encontrada em florestas montanhosas, em altitudes entre 600 e 2 200 m. Nenhum registro da espécie em áreas de baixa altitude foi confirmado, sendo estes geralmente identificações errôneas de outras espécies, na maioria das vezes o gavião-caranguejeiro-negro ou o gavião-preto. É rara em toda a sua distribuição e muito pouco conhecida. Muito pouco se sabe sobre a sua alimentação, apenas que parece predar grandes cobras com alguma frequência e um casal de adultos já foi registrado caçando cervos. Os restos de um aracuã já foram observados em um ninho.
A espécie é considerada quase ameaçada pela União Internacional para a Conservação da Natureza (IUCN), devido à sua população relativamente pequena e provavelmente declinante, devido à perda de habitat e caça.
Em dezembro de 2018 foi realizado o primeiro registro da águia-solitária no Brasil, na Serra do Apiaú, em Roraima.